# خالد مطاوع
خالد مطاوع (مواليد 1964) شاعر وكاتب ليبي أمريكي عربي ومترجم أدبي رائد، يركز على ترجمة الشعر العربي إلى اللغة الإنجليزية. يعمل أستاذاً مساعداً للكتابة الإبداعية في جامعة ميشيغان، آن آربر، ميشيغان، الولايات المتحدة.

## خلفية
ولد خالد مطاوع في مدينة بنغازي وقضى طفولته وأوائل مراهقته فيها. هاجر عام 1979 إلى الولايات المتحدة الأمريكية. عاش في جنوبها لعدة سنوات، وأنهى دراسته الثانوية في مدرسة سانت بول في ولاية لويزيانا وأكمل درجة البكالوريوس في العلوم السياسية والاقتصاد في جامعة تينيسي في تشاتانوغا. حصل على ماجستير في اللغة الإنجليزية ودرجة ماجستير ثانية في الكتابة الإبداعية من جامعة إنديانا ودرّس بها الكتابة الإبداعية. ثم عمل كأستاذًا للغة الإنجليزية والكتابة الإبداعية في جامعة ولاية كاليفورنيا، نورثريدج ثم تحصل على الدكتوراه من جامعة ديوك عام 2009.
نشرت أعماله في العديد من المجلات الثقافية المختصة بالشعر.
بدأ خالد مطاوع كتابة الشعر في أواخر الثمانينيات ونُشرت مجموعته الشعرية الأولى عام 1995. ثم بدأ العمل على ترجمة الشعر العربي لشعراء عرب مشاهير إلى اللغة الإنجليزية، ونشرت أول ترجمة له أسئلة وحاشيتها: قصائد مختارة للشاعر العراقي هاتف الجنابي سنة 1996. وساهم في تحرير مجموعتين من المختارات عن الأدب العربي الأمريكي.
خالد مطاوع محرر مساهم في مجلة بانيبال، مجلة مستقلة رائدة في الأدب العربي المعاصر المترجم إلى الإنجليزية. كان رئيس منظمة RAWI للكتاب العرب الأمريكيين.
انتُخب عام 2014 مستشارًا لأكاديمية الشعراء الأمريكيين.

## الجوائز والتقدير
حصل خالد مطاوع على زمالة مؤسسة ماك آرثر في عام 2014، وجائزة أكاديمية الشعراء الأمريكيين، وجائزة PEN للشعر في الترجمة في عامي 2003 و2011، وزمالة غوغنهايم عام 1997 وزمالة ألفريد هودر من جامعة برينستون عامي 1995 و1996 ومنحة الترجمة من NEA، وجائزتي بوشكارت.
فاز أيضا بجائزة أركنساس للترجمة العربية وجائزة بانيبال. هاتان الجائزتان الرئيسيتان لترجمة الأدب العربي إلى اللغة الإنجليزية وفاز بالأولى عن ترجمته لشعر هاتف الجنابي والثانية عن مجموعة قصائد أدونيس. الشخص الآخر الوحيد الذي فاز بجائزتي أركنساس وبانيبال هي سماح سليم.

## فهرس

### الشعر
- Tocqueville New Issues, 2010 (ردمك 978-1-930974-90-6)
- Amorisco Ausable Press, 2008, (ردمك 978-1-931337-44-1)
- Amorisco Ausable Press, 2008, (ردمك 978-1-931337-44-1)
- Ismailia Eclipse The Sheep Meadow Press, 1995, (ردمك 978-1-878818-44-7)

### ترجمة من اللغة العربية
- Adonis : Selected Poems (The Margellos World Republic of Letters)، ييل 2010 ،(ردمك 978-0-300-15306-4) (القائمة المختصرة لجائزة غريفين للشعر 2011)
- أمجد ناصر (2009). راعي العزلة: قصائد مختارة، 1979-2004، كتب بانيبال،(ردمك 978-0-9549666-8-3)
- جمانة حداد (2008). دعوة إلى وليمة سرية، مطبعة توبيلو،(ردمك 978-1-932195-62-0)
- إيمان مرسال (2008). هذه ليست برتقال حبي: قصائد مختارة، مطبعة شيب ميدو،(ردمك 978-1-931357-54-8)
- مرام المصري (2004). الكرز الأحمر على أرضية من البلاط الأبيض: قصائد مختارة من كتب Bloodaxe، المملكة المتحدة، 2004 ،(ردمك 978-1-85224-640-2)؛ مطبعة كوبر كانيون، الولايات المتحدة الأمريكية، 2007
- Fadhil Al Azzawi (2004). Miracle Maker, Selected Poems. BOA Editions. ISBN:978-1-929918-45-4. مؤرشف من الأصل في 2017-02-02.978-1-929918-45-4
- سعدي يوسف (2002). بدون أبجدية، بدون وجه: قصائد مختارة، مطبعة جراي وولف،(ردمك 978-1-55597-371-1)
- فاضل العزاوي (1997). في كل بئر يوسف يبكي قصائد مراجعة فصلية للكتب
- Hatif Janabi (1996). Questions and Their Retinue: Selected Poems. University of Arkansas Press. ISBN:978-1-55728-432-7. مؤرشف من الأصل في 2016-04-11.978-1-55728-432-7

### مختارات من الأدب العربي الأمريكي
- أطفال دينارزاد: مختارات من الروايات العربية الأمريكية، مطبعة جامعة أركنساس، 2004(ردمك 978-1-55728-912-4)
- ما بعد جبران: مختارات من الكتابة العربية الأمريكية الجديدة، كتاب، 1999 ،(ردمك 978-0-9652031-3-5)

### مقالات
- منذ متى وأنت معنا؟: مقالات عن الشعر. (مطبعة جامعة ميشيغان، 2016 ،(ردمك 978-0-472-07329-0) ).

## روابط خارجية
- خالد مطاوع على موقع أرشيف الشارخ.
- قصائد مختارة من Web Del Sol
- مقابلة مع خالد مطاوع على MELUS بواسطة صلاح د
- "حوار مع خالد مطاوع" مع جيف لودج وباتي باين بلاكبيرد v6n2.
- كلية الفنون الجميلة بجامعة ميشيغان
- جائزة جريفين الشعرية السيرة الذاتية لخالد مطاوع، بما في ذلك مقطع فيديو
- "حوار: الشاعر الليبي خالد مطاوع"، PBS Newshour، 1 آذار 2011
- "علي أحميدة وخالد مطاوع"، تشارلي روز، 22 فبراير 2011